# Eine kurze Geschichte zukünftiger Krankheiten
Eine kurze Geschichte zukünftiger Krankheiten (chinesisch 未來病史 / 未来病史, Pinyin Wèilái bìngshǐ) ist eine Science-Fiction-Kurzgeschichte des chinesischen Schriftstellers Chen Qiufan, zuerst veröffentlicht im Dezember 2012. Eine deutsche Übersetzung von Marc Hermann erschien am 9. März 2020 in der Anthologie Zerbrochene Sterne, herausgegeben vom Heyne Verlag.

## Handlung
- iPad-Syndrom: Der zunehmende technologische Fortschritt von iPads überlastet zunehmend die Sinne und das diese verarbeitende Gehirn. Gleichzeitig benutzen immer mehr Säuglinge ein iPad. Eine neue Generation wächst auf, welche Technologie als Erweiterung ihres eigenen Körpers wahrnimmt und daher nicht mehr die Fähigkeit besitzt, sich in die menschliche Gesellschaft zu integrieren.
- Pathoästhetik: Die sich durch die gesamte Geschichte ziehende Suche nach Hilfsmitteln zur Auffrischung der eigenen Schönheit führt schließlich zur Implantierung von Chips zur externen Kontrolle der eigenen Muskeln.
- Kontrollierte Persönlichkeitsspaltung: Das Zeitalter des Internets erlaubte es, digital ein komplett anderer Mensch mit ganz anderer Persönlichkeit zu sein. Im zweiundzwanzigsten Jahrhundert ist es durch Schnittstellen zwischen dem menschlichen Gehirn und Computern sogar möglich, in der Realität zwischen verschiedenen Persönlichkeiten zu wechseln.
- Zwillingselegien: Die Einnahme einer paarweise wachsenden Pflanze aus dem Amazonasdschungel garantiert die Geburt von Zwillingen. Schnell stellt sich heraus, dass diese telepathisch miteinander verbunden sind. Das amerikanische Militär benutzt daraufhin diese Zwillinge zur Spionage in Ostasien. Als sich die Zwillinge Peter und David beide in eine Japanerin verlieben, will der daheimgebliebene Peter mit dem hinausgereisten David die Rolle tauschen. David weigert sich, woraufhin Peter mit ihm zahlreiche Wahnvorstellungen kommuniziert. David ermordet die Japanerin und begeht Suizid, was jedoch auch Peter sofort umbringt. Die anderen Zwillinge sind schockiert, einige begehen verzweifelt Suizid, andere begeben sich in den Kälteschlaf für eine Heilung in der Zukunft. Bei einigen Paaren will jedoch nur ein Zwilling in den Kälteschlaf, also wird sich auf einen Wechsel alle zehn Jahre geeinigt.
- Der neue Mond: Im dreiundzwanzigsten Jahrhundert fängt die Erde einen kleinen Asteroiden als neuen Mond ein. Mysteriöserweise scheint dieser das Wachstum von Föten und Pflanzen zu beeinflussen und treibt Menschen durch sein Licht in den Wahnsinn.
- Neotenie: Das durch die moderne Medizin verlängerte Leben der Menschen verlagert langsam die Entwicklung des Körpers, sodass die Länge der Jugend auf zwanzig Jahre anwächst und Menschen erst mit dreißig Jahren voll geschlechtsreif sind.
- Ritualabhängigkeit/-abstinenz: Die ständige Wiederholung der immer gleichen alltäglichen Aktionen hat die Menschen in Rituale gezwungen, die irgendwann von Computern kontrolliert werden können. Gemeinsam zu sterben sei dabei das größte aller Rituale.
- Chaotisches Zeitgefühl: Die Kontrolle des Zeitempfindens des menschlichen Gehirns erlaubt es Menschen, diese komplett anders wahrzunehmen, sogar als Schleife wie in Und täglich grüßt das Murmeltier.
- Zungenrede: Über einen implantierten Chip können Menschen durch Glückshormone belohnt oder durch Elektroschocks bestraft werden, wenn sie etwas Gutes oder Schlechtes sagen. Letztendlich führt diese Technologie zu einer Welt ganz ohne Sprache.

## Kritik
Kai U. Jürgens von diezukunft.de schreibt, die Kurzgeschichte ist eine „ironische Übersicht“ und kommt „ohne Figuren und Handlung im herkömmlichen Sinne“ aus, was aber in diesem Fall „nur von Vorteil“ ist.
Gary K. Wolfe schreibt im Locus Magazine, dass die Kurzgeschichte exzellent und reich an Ideen sei („an excellent, flight-of-ideas way“).
Alex Horman schreibt in At Boundary's Edge, dass die Kurzgeschichte seine Vorfreude auf die Übersetzung Die Siliziuminsel steigere („makes me excited for his upcoming translation of The Waste Tide“). Es sei schwierig, ein wissenschaftlich anmutendes Essay als Werk der Fiktion zu präsentieren, doch das gelinge Chen Qiufan. („It’s no mean feat to make an academic essay work as a piece of fiction, but he pulls it of with ease.“) Zudem seien viele der beschriebenen Krankheiten genau wie die Reaktionen der Gesellschaft befriedigend plausibel. („And a lot of the illnesses he describes are chillingly plausible, as are society’s reactions to them.“)